# P.E.N. Centar Bosne i Hercegovine
P.E.N. Centar u Bosni i Hercegovini dobrovoljna je nestranačka, nevladina i neprofitna udruga intelektualaca u koje se udružuju i učlanjuju pisci, urednici, prevoditelji, romanopisci, esejisti, dramski pisci, scenaristi, povjesničari, kritičari, izdavači, novinari i drugi intelektualci Bosne i Hercegovine. Društvo je član međunarodnog udruženja P.E.N. International.

## Organizacija
Ciljevi i djelatnosti P.E.N. Centra su:
- Okupljanje i udruživanje pisaca, urednika i prevoditela;
- Organiziranje javnih tribina, okruglih stolova i debata;
- Suradnja s drugim umjetničkim i znanstvenim udruženjima, organizacijama i društvima u zemlji i inozemstvu;
- Izdavanje knjiga, časopisa, biltena i drugih publikacija u kojima članovi udruženja mogu objavljivati svoje stručne, znastvene i umjetničke radove na neprofitnoj osnovi i isključivo u cilju prezentacije rada i programskih ciljeva udruženja;
- Poticanje i razvijanje stručnih i kolegijalnih odnosa među članovima P.E.N. Centra i kulturnim djelatnicima uopće;
- Ostvarivanje zajedničkih profesionalnih interesa članova P.E.N. Centra;
- Zalaganje za kreiranje i provođenje kulturne politike u skladu s ciljevima P.E.N. Centra;
- Druge aktivnosti potrebne radi ostvarivanja ciljeva postojanja P.E.N. Centra;.[1]

Centar predstavlja predsjednik i sekretar Centra.

### Sjedište
Sjedište P.E.N. Centra je u Sarajevu u Vrazovoj 1.

### Predsjednik
Predsjednika P.E.N. Centar Bosne i Hercegovine, koji je ujedno i Predsjednik Skupštine, bira Skupština. P.E.N.

#### Predsjednici
- Tvrtko Kulenović, 1991.[1]
- Hanifa Kapidžić-Osmanagić, 1997. – 2001.
- Ugo Vlaisavljević, od 2006. – 2009.[3]
- Trenutni predsjednik Centra je Zvonimir Radeljković.[2]

### Skupština
Skupština je najviši organ upravljanja P.E.N. Centra i čine je svi članovi Centra. Skupština između ostalih funkcija, imenuje i razrješava Predsjednika udruženja, bira nove članove, bira članove suda časti i bira počasne članove na prijedlog Upravnog odbora. Saziv Skupštine se saziva prema potrebi, a najmanje jednom godišnje.

### Upravni odbor
Članovi upravnog odbora su: Hadžem Hajdarević, Dragan Marijanović, Ljubica Ostojić,Mile Stojić,Tanja Stupar-Trifunović i Sulejman Bosto.

### Nadzorni odbor
Članovi nadzornog odbora su: Enver Kazaz, Juraj Martinović i Slavko Šantić.

### Sud časti
Članovi suda časti su: Irfan Horozović, Stevan Tontić.

## Protest
Nakon prosvjednog pisma Udruženja objavljenog 9. svibnja 2020, a povodom održavanja mise u Katedrali Srca Isusova u Sarajevu 16. svibnja 2020, u spomen na žrtve Pokolja u Bleiburgu 1945. godine, potpisanog od strane 42 člana Miljenko Jergović je s Ivicom Đikićem, Ivanom Lovrenovićom, Željkom Ivankovićem u otvorenom pismu objavljenom na Lovrenovićevoj web-stranici, izjavio da se ne smatra članom ovog udruženja, a kao jedan od razloga navedeno je toleriranje nacionalizma i fašizma od sarajevske uprave, kao i bosanskohercegovačkog PEN-a, koja dozvoljava veličanje ustaškog pokreta davanjem imena ulica simpatizerima i pripadnicima ustaškog pokreta.

## Vanjske poveznice
- Službene stranice P.E.N. Centra Bosne i Hercegovine  Arhivirana inačica izvorne stranice od 5. listopada 2013. (Wayback Machine)
- Šoštarić, Sanja. 20. svibnja 2020. PISMO PROF.DR. SANJE ŠOŠTARIĆ POVODOM OSTAVKI U PEN CENTRU BIH. penbih.ba. Pristupljeno 22. svibnja 2020.
- PEN, BIH. 9. svibnja 2020. POVODOM DANA POBJEDE NAD FAŠIZMOM: PROTESTNO PISMO PROTIV NAJAVLJENE KOMEMORATIVNE MISE ZA BLEIBURG. penbih.ba. Pristupljeno 22. svibnja 2020.
- Sarajevo, Oslobođenje. 20. svibnja 2020. Jergović: PEN centar je nijem na bošnjački nacionalizam i fašizam. oslobodjenje.ba. Pristupljeno 22. svibnja 2020.
- Zagreb, Večernji list. 20. svibnja 2020. Zbog prosvjednog pisma oko mise za Bleiburg Jergović, Đikić i Lovrenović istupili iz P.E.N.-a BiH. vecernji.hr. Pristupljeno 22. svibnja 2020.
- Lovrenović, Ivan. 19. svibnja 2020. ĐIKIĆ, IVANKOVIĆ, JERGOVIĆ I LOVRENOVIĆ ISTUPILI IZ P.E.N. CENTRA U BOSNI I HERCEGOVINI. ivanlovrenovic.com. Pristupljeno 22. svibnja 2020.
- DW. 20. svibnja 2020. Protest protiv protestnog pisma. dw.com. Pristupljeno 22. svibnja 2020.
- Slobodna Evropa. 16. svibnja 2020. Održana misa za žrtve Bleiburga u Sarajevu, protestovali antifašisti. slobodnaevropa.org. Pristupljeno 22. svibnja 2020.